# Миргородський Юрій Тихонович
Юрій Тихонович Миргородський (нар. 9 січня 1962, Дніпропетровськ, УРСР) — радянський та український футболіст та футзаліст, майстер спорту СРСР з футболу (1983).

## Життєпис
Розпочинав кар'єру у клубі Першої ліги «Дніпро» з Дніпропетровська, з яким вийшов до вищої ліги, а в 1983 виграв чемпіонат СРСР. Надалі грав у клубах «Колос» і запорізьке «Торпедо». З 1989 по 1990 рік виступав у махачкалинському «Динамо». Після розпаду СРСР грав в основному в міні-футбольних клубах, останнім з яких став «ЦСД Дніпропетровськ».

## Досягнення
- Вища ліга чемпіонату СРСР
  -  Чемпіон (1): 1983